# 豊前市立角田中学校
豊前市立角田中学校（ぶぜんしりつ すだちゅうがっこう）は、福岡県豊前市中村にある公立中学校。

## 沿革
- 1947年 - 椎田中学校角田分教場として発足。
- 1950年 - 築上郡角田村立角田中学校認可。
- 1955年 - 市制施行により豊前市立角田中学校と改称。

## 学区
豊前市立角田小学校の範囲である。